# Tartine russe

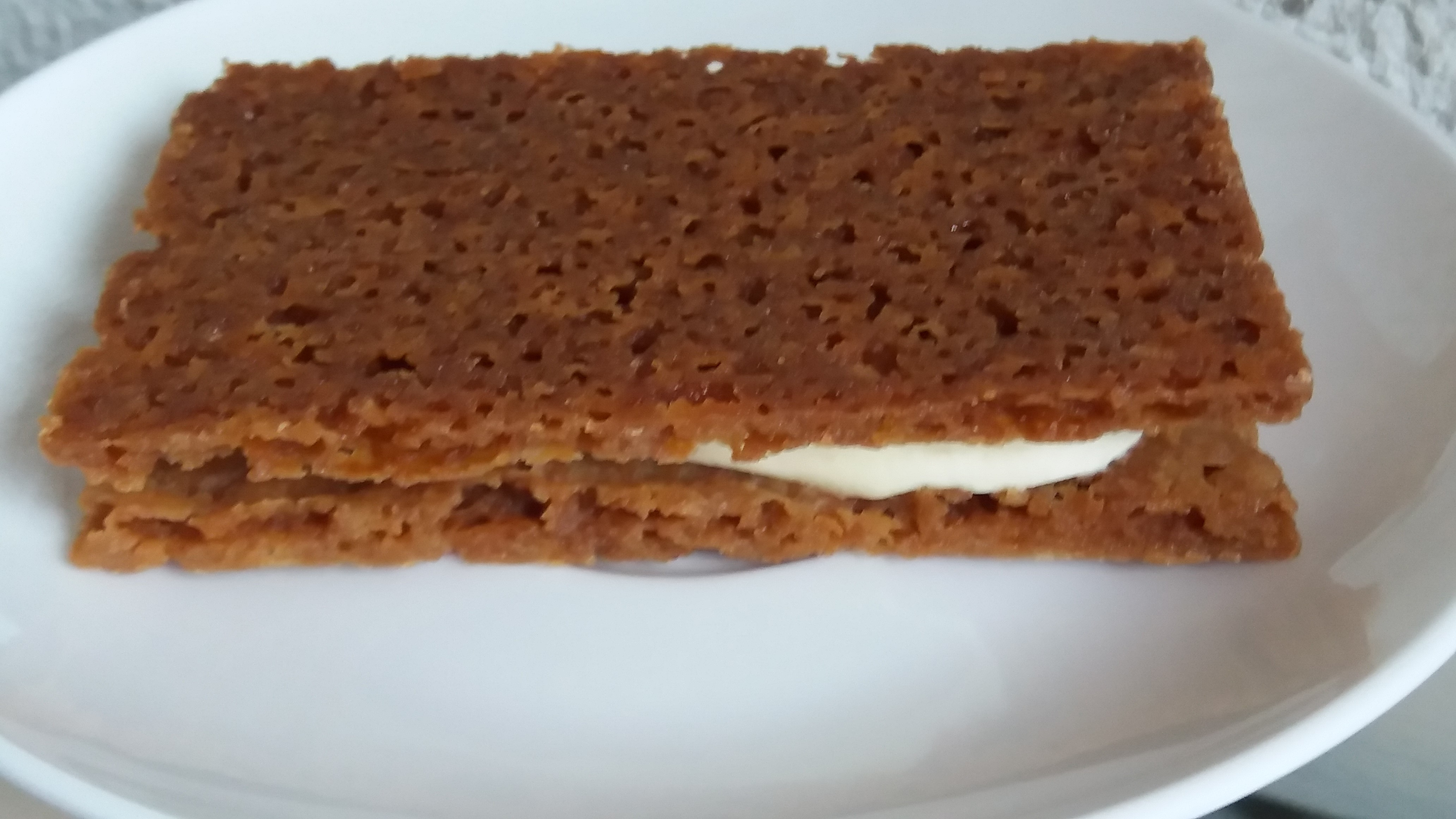
Ciastko tartine russe

Tartine russe (niderl. Russisch brood) – chrupiące nadziewane słodkie ciastko charakterystyczne dla kuchni francuskiej i belgijskiej; dwa osobne prostokątne kawałki chrupiącego ciasta przełożone grubą warstwą kremu maślanego lub innego kremu cukierniczego.
Ciastko to jest dostępne zarówno w cukierniach, jak i w supermarketach, także w wersji miniciasteczek.
W Belgii tartine russe, wraz z misérable i javanais, zalicza się do ciastek cieszących się niesłabnącą popularnością od wielu lat.

## Przygotowanie

### Krem
Krem maślany do przełożenia robi się z masła (składnik główny), żółtek i całego jaja oraz cukru i wody. Do ubitych żółtek z jajem dodaje się powoli, jednocześnie ubijając, uprzednio przygotowany z cukru i wody syrop cukrowy o temperaturze 120 °C. Ubijanie kontynuuje się aż do ostudzenia, po czym porcjami dodaje się wcześniej ubite masło o temperaturze pokojowej, ubijając aż do uzyskania homogenicznej gładkiej masy.

### Ciasto
Ciasto przygotowuje się z mąki, drobnokrystalicznego cukru i szczypty soli. Do ubitego masła dodaje się cukier i szczyptę soli mocno ubijając. Następnie dodaje się mąkę, mieszając szpachelką kuchenną aż do otrzymania jednorodnej masy. Ciasto rozsmarowuje się cienko na płaskiej blasze do pieczenia i piecze w uprzednio nagrzanym piekarniku w temperaturze 180 °C przez 8 do 9 minut, aż nabierze złocistobrązowego koloru. Zaraz po upieczeniu ciasto należy pokroić na parzystą liczbę prostokątów, albowiem stygnąc twardnieje i staje się trudne lub niemożliwe do pokrojenia.

### Przekładanie kremem
Po ostygnięciu na połowę prostokątnych kawałków ciasta nakłada się za pomocą rękawa cukierniczego porcje kremu maślanego i lekko rozsmarowuje, po czym nakrywa warstwę kremu pozostałymi kawałkami ciasta, lecz w pozycji odwróconej, i delikatnie dociska. Odwrócona strona ciasta przypomina z wyglądu strukturę tradycyjnego rosyjskiego chleba żytniego.

### Podawanie
Gotowe ciastka serwuje się na talerzu wyłożonym ozdobną papierową serwetką z koronką.